# Pfarrkirche Rieggers

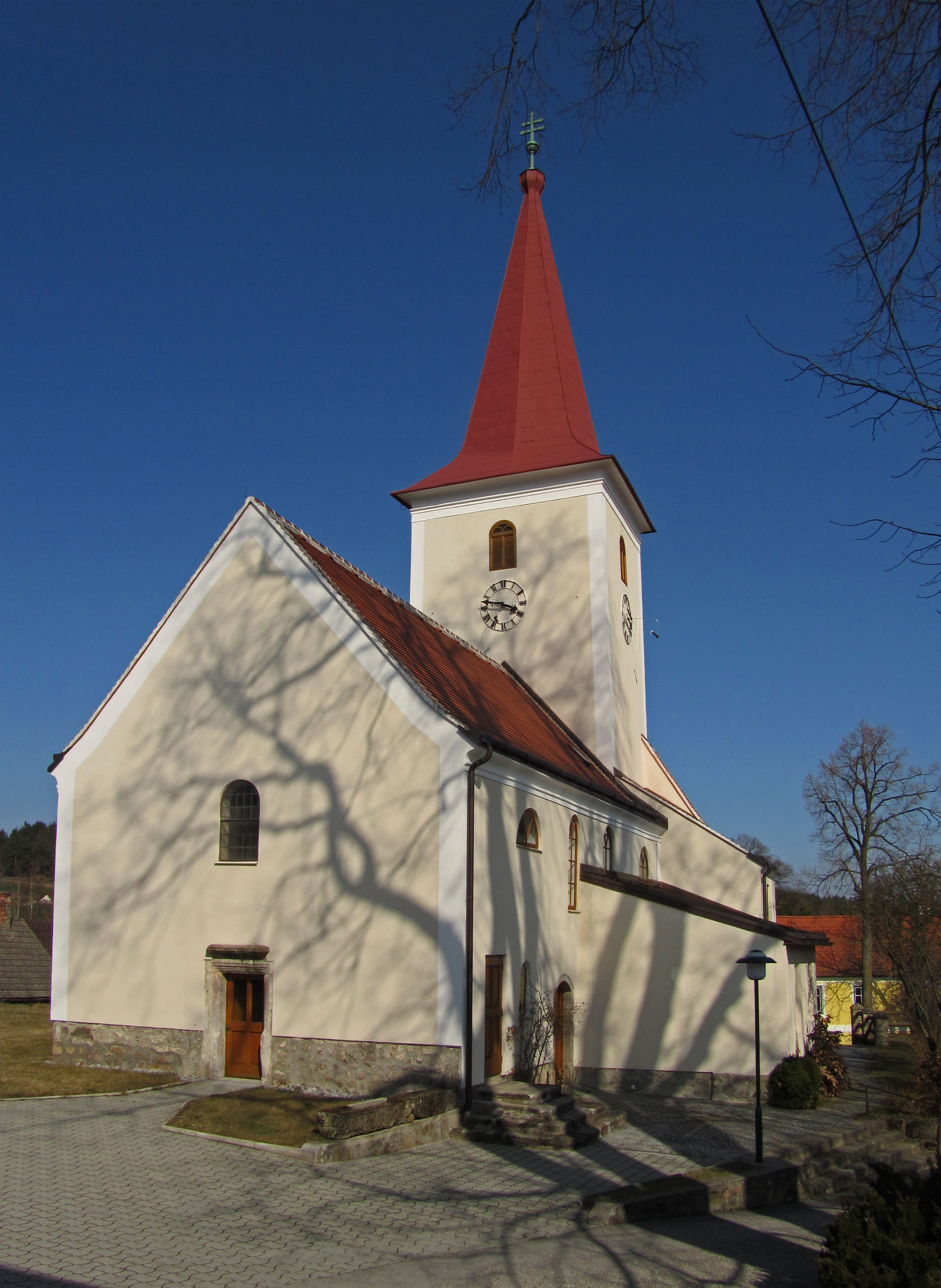
Pfarrkirche Rieggers

Die römisch-katholische Pfarrkirche Rieggers steht leicht erhöht am Rand des Angers in der Ortschaft Rieggers in der Stadtgemeinde Zwettl-Niederösterreich. Die dem Patrozinium des Heiligen Stephanus unterstellte Pfarrkirche gehört zum Dekanat Zwettl der Diözese St. Pölten.  Die Kirche steht unter Denkmalschutz (Listeneintrag).

## Geschichte
Rieggers war bereits im 13. Jahrhundert Vikariat und ist seit dem Ende des 15. Jahrhunderts eine Pfarre.
Die ehemals romanische Chorturmkirche wurde in der ersten Hälfte des 15. Jahrhunderts zu einer gotischen Saalkirche umgebaut und in der zweiten Hälfte des 18. Jahrhunderts barockisiert. Ein romanischer Karner in der Nähe wurde Ende des 18. Jahrhunderts abgerissen. Die Kirche wurde von 2003 bis 2006 gründlich renoviert.

## Architektur
Die Kirche ist von einem ehemaligen Friedhof umgeben.
Das im Kern romanische Langhaus erhielt in der zweiten Hälfte des 18. Jahrhunderts Rundbogenfenster. An der Nordseite sind noch romanische Fenster zu sehen sowie ein wuchtiger Strebepfeiler, der vermutlich auf das 15. Jahrhundert zu datieren ist. An der Ostseite erhebt sich der dominierende romanische Turm. Seine Rundbogenfenster wurden Ende des 18. Jahrhunderts geschaffen und der bekrönende Spitzhelm wahrscheinlich im 19. Jahrhundert. Der gotische Chor (1. Hälfte 14. Jh.) ist polygonal geschlossen und verfügt über Strebepfeiler sowie über ein vermauertes gotisches Maßwerkfenster im Osten und erneuerte Spitzbogenfenster an der Nord- und Südseite. Das heutige Sakristeigebäude südlich des Langhauses – mit dreiseitigem Schluss und Spitzbogenfenstern – wurde ursprünglich als Kapelle gebaut. Daran anschließend befindet sich die alte Sakristei, welche heute als Vorhalle genutzt wird. Sie ist im Kern romanisch und wurde später aufgestockt. Nördlich des Turms liegt ein Kapellenanbau aus der zweiten Hälfte des 18. Jahrhunderts mit Rundbogenfenstern.
Das Langhaus wurde in der ersten Hälfte des 15. Jahrhunderts zu seiner heutigen Form als dreischiffige, vierjochige Halle mit Kreuzrippengewölben über schlanken Achtseitpfeilern umgebaut. Auf Pfeilern erhebt sich darin eine dreischiffige und zweijochige Westempore. Deren westliches Joch weist eine spätgotische Netz- und Kreuzrippenunterwölbung auf, während das östliche Joch mit seinem Platzlgewölbe erst im 18. Jahrhundert angebaut wurde. Ein spitzbogiger Triumphbogen führt vom Langhaus zum gleich breiten Chor, der über einen Dreiachtelschluss und ein Kreuzrippengewölbe mit rundem Schlussstein verfügt. Das Turmerdgeschoß hat ein Kreuzrippengewölbe mit rundem Schlussstein und geht vermutlich auf das 13. Jahrhundert zurück. An seiner Südseite ist es durch eine gotische Tür mit flachem Kleeblattbogen mit der einjochigen und kreuzgewölbten Sakristei verbunden. An seiner Nordseite befindet sich eine breite Öffnung zur platzlgewölbten, barocken Nordkapelle. Die alte Sakristei/heutige Vorhalle und das darüberliegende Oratorium sind stichkappengewölbt.

## Ausstattung
An Chorwand und Bogenlaibung sind 1954 bemerkenswerte gotische Wandmalereien aus dem zweiten Viertel des 14. Jahrhunderts freigelegt worden: Am nördlichen Pfeiler hll. Johannes und Stephanus; in der Bogenlaibung Medaillons mit Propheten und Sibyllen; an der Chorwand Christus und die zwölf Apostel, wobei dieses Bildnis durch einen Brand sowie durch die Fenstervergrößerung zum Teil zerstört worden ist.
Bemerkenswert sind auch die mit „1924“ bezeichneten Glasmalereien mit Darstellung der hll. Petrus und Paulus.

## Einrichtung
Der neobarocke Hochtabernakelaltar ist mit einer barocken Figur des hl. Stephanus und Seitenfiguren der hll. Joseph und Johannes Nepomuk aus der zweiten Hälfte des 18. Jahrhunderts ausgestattet; der neugotische Seitenaltar mit einer barocken Figur Maria mit Kind vom Anfang des 18. Jahrhunderts und spätbarocken Seitenfiguren der hll. Donatus und Florian.
Die Kanzel ist wie der Hochaltar ein neubarockes Werk. Es gibt eine Figur Schmerzensmann aus der zweiten Hälfte des 18. Jahrhunderts. Das achtseitige gotische Taufbecken ist aus dem 15. Jahrhundert.
Im Jahr 1882 erhielt die Kirche eine Orgel von Josef Breinbauer.

## Grabdenkmäler
- In der Seitenkapelle gibt es eine Grabplatte mit Reliefs zweier gekrönter Wickelkinder mit der Bezeichnung „Schallenberg 1651“.